# Nørre Nissum
Nørre Nissum er en by i det nordlige Vestjylland med 980 indbyggere  (2024), beliggende i den østlige del af Lemvig Kommune i Region Midtjylland. Byområdet består af Seminariebyen, Nissumby og Kirkebyen. Nørre Nissum er en udpræget skoleby. Her grundlagdes Danmarks første indremissionske højskole og seminarium. Højskolen er i dag omdannet til efterskole. Seminariet er udvidet med en HF-afdeling.
Lærersminariet i Nørre Nissum er det eneste tilbageværende seminarium, som blev grundlagt af Indre Mission.

## Nørre Nissum Seminarium har været lukningstruet
Nørre Nissum og Skive Seminarium skulle efter planerne være fusioneret og placeret i Holstebro senest i 2012, men massive protester fra lokalsamfundene bevirkede, at bestyrelsen for VIA University College på et møde den 1. februar 2010 besluttede, at de to uddannelsessteder kan fortsætte, hvis de lever op til en række fastsatte kvalitetskrav.

## Efterskoler og højskole
Ud over kommuneskolen er der tre efterskoler (Nørre Nissum Efterskole, Fenskær efterskole og Kongensgaard efterskole). Derudover er der en højskole for pensionister (Seniorhøjskolen).

## Nørre Nissum i TV og underholdning
De fiktive personer K.E, Heine og Piphans fra DR's satireprogram Angora By Night bor i den lille by.
Udover det, har børneentertaineren Tante Andante bosat sig med sin familie.